# Primaire (film)
Pour les articles homonymes, voir Primaire.
Pour plus de détails, voir Fiche technique et Distribution.
Primaire est une comédie dramatique française réalisée par Hélène Angel, sortie en 2016.

## Synopsis
Florence est une jeune institutrice dans une classe de CM2 dans la région grenobloise. Dans l'école, qui compte 5 ou 6 classes, l'ambiance est détendue, le directeur proche des enseignants et les discussions en salle des maîtres animées et conviviales, deux mois avant les vacances d'été.
Florence est logée dans les étages de l'école, elle est en voie de divorce avec son mari avec qui elle a un enfant, Denis, qui est élève dans sa classe. C'est une institutrice passionnée, ayant un bon contact avec ses élèves, mais son fils vit difficilement sa position d'élève et de fils, il voudrait rejoindre son père parti en Indonésie, une entrevue de conciliation entre les parents devant avoir lieu avant la fin de l'année scolaire.
Un jour, Sacha, un élève arrivé en CM1 avec un an de retard, est recueilli dans la classe de Florence car il ne va pas à la piscine avec sa classe. Tout de suite il est le sujet de moqueries de la part de Denis et des autres élèves. Le midi, à la cantine une bagarre éclate à la suite de ce harcèlement. Le directeur désire rencontrer les parents de Sacha mais n'arrive pas à les joindre, finalement il constate que le garçon est laissé seul à la maison plusieurs jours de suite. C'est Matthieu, un livreur de sushi, compagnon de la mère de Sacha, qu'il a depuis quittée, qui vient chercher le garçon bien qu'il ne soit pas son père. Matthieu ne veut pas prendre en charge le garçon et sa mère ne se manifeste pas, l'école envisage de faire un signalement aux services sociaux.
Florence a dû garder temporairement Sacha chez elle et fait la connaissance du fantasque Matthieu dans ces circonstances. Une idylle commence à se nouer entre alors que les relations de Florence avec son fils sont de plus en plus tendues : le garçon n'accepte pas l'attention soutenue qu'elle porte au sort de Sacha. Florence est surmenée, elle se démène dans l'école, devant préparer la fête de fin d'année, subir une inspection dans sa classe, gérer les relations tendues avec son fils et se préoccuper des problèmes familiaux de Sacha, incomprise et trop idéaliste, tout cela va l'amener au bord de la démission.

## Fiche technique
- Titre : Primaire
- Réalisation : Hélène Angel
- Scénario : Hélène Angel, Yann Coridian, Olivier Gorce et Agnès de Sacy
- Musique : Philippe Miller
- Montage : Sylvie Lager, Christophe Pinel et Yann Dedet
- Photographie : Yves Angelo
- Décors : Tibor Dora
- Costumes : Catherine Rigault
- Producteur : Hélène Cases
- Production : Lionceau Films
  - Coproduction : Studiocanal et France 2 Cinéma
  - SOFICA : Indéfilms 4
- Distribution : Studiocanal
- Pays d'origine :  France
- Durée : 105 minutes
- Genre : comédie dramatique
- Tournage : ancien collège Corot, Le Raincy[1]
- Dates de sortie :
  -  France : 
    - 3 novembre 2016
    - 4 janvier 2017

  -  Suisse : 11 janvier 2017

## Distribution

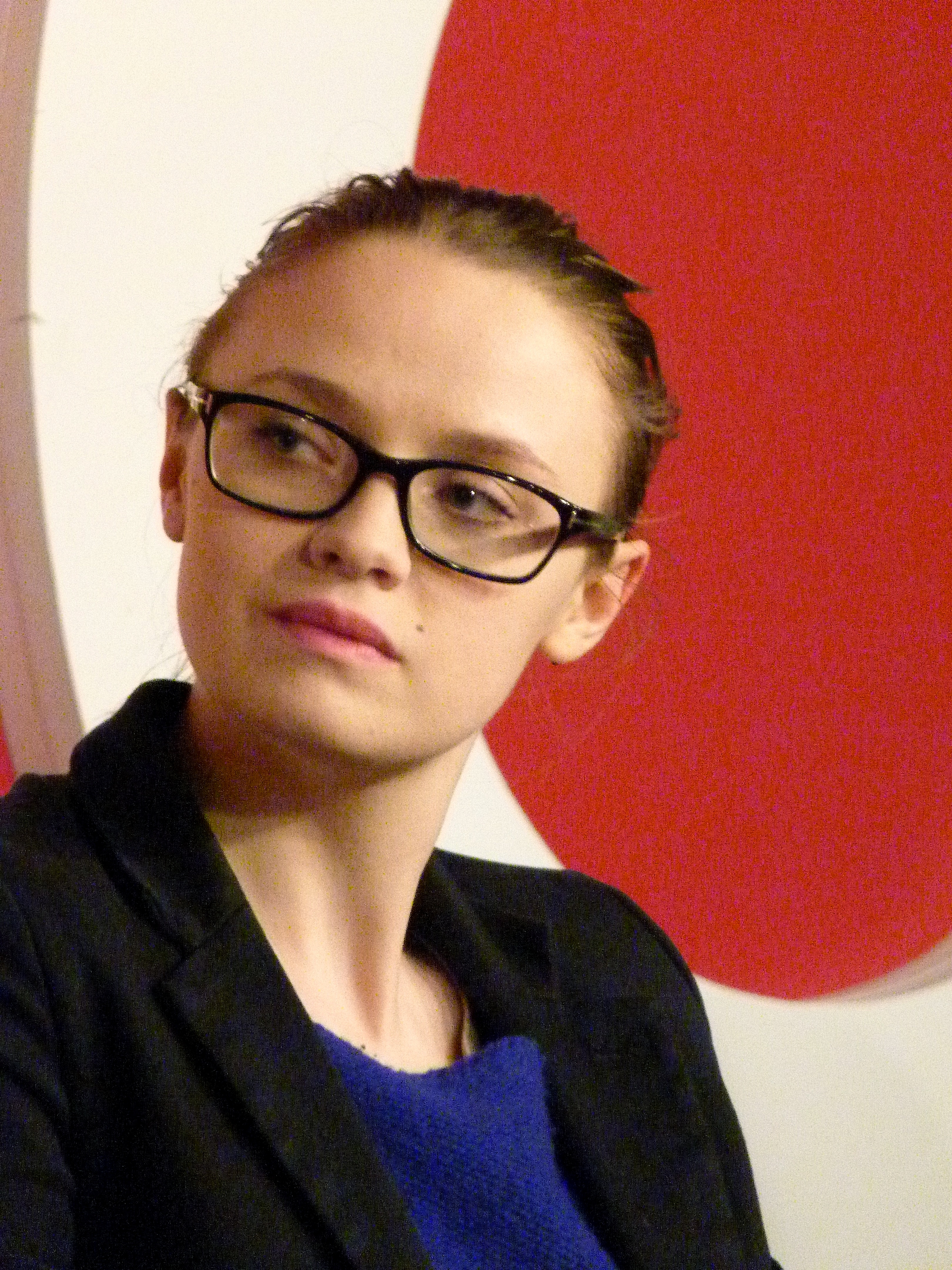
L'actrice principale Sara Forestier.

- Sara Forestier : Florence Mautret
- Vincent Elbaz : Mathieu
- Patrick d'Assumçao : M. Sabatier
- Guilaine Londez : Mme Duru
- Olivia Côte : Marlène Peillard
- Lucie Desclozeaux : Laure
- Frédéric Boismoreau : Rémy
- Albert Cousi : Denis
- Ghillas Bendjoudi : Sacha Drouet
- Denis Sebbah : M. Hadjaj
- Laure Calamy : Christina Drouet
- Anne Bouvier : la mère de Charlie
- Antoine Gouy : le père de Denis
- Nabiha Akkari : une enseignante
- Noam Pacini : Noam
- Tara Dechaud : Tara